# Jennifer Martin
Jennifer Martin (* 16. November 1992 in Florida, USA) ist eine ehemalige US-amerikanische Fußballspielerin.

## Karriere

### Als Spielerin
Martin spielte von 2007 bis 2009 Soccer für die Gulf Coast Sharks (Gulf Coast High School) und die Barron Collier Cougars. 2011 spielte sie mit Aufnahme ihres Studiums bei den UCF Knights, dem Athletic Team der University of Central Florida.
Am 29. Mai 2015 wechselte sie nach Deutschland zum FF USV Jena, wo sie erneut mit Karoline Heinze spielen wird, mit der sie bereits in Florida spielte. Am 29. August 2015 feierte sie ihr Debüt bei einem 0:8-Niederlage ihres Vereins FF USV Jena gegen den VfL Wolfsburg. Martin wurde beim Stande von 0:4, in der 66. Minute für Ivana Rudelic eingewechselt. Nach 15 Spielen und einem Tor für den USV Jena, verließ sie Jena im Sommer 2016.

### Als Trainerin
Neben ihrer aktiven Spielerkarriere arbeitet Martin als Managerin im Jugendbereich des B3CCS Clay County SC und Jugendtrainerin des Orlando City SC.

## Persönliches
Martin besuchte von 2007 bis 2009 die Gulf Coast High School in Naples, Florida und von 2009 bis 2011 die Barron Collier High School. Von 2011 bis 2015 studierte Martin dann Human performance technology (HPT)  an der University of Central Florida.